# Solitary Experiments
I Solitary Experiments sono un gruppo musicale elettronico tedesco, formatosi nel 1994 a Francoforte.

## Discografia
- 2001 – Paradox
- 2003 – Advance Into Unknown
- 2005 – Mind Over Matter
- 2009 - In the Eye of the Beholder
- 2013 - Phenomena